# 8414 Ацуко
8414 Ацуко (8414 Atsuko) — астероїд головного поясу, відкритий 9 жовтня 1996 року.
Тіссеранів параметр щодо Юпітера — 3,526.